# トヨタ・スパーキー
スパーキー（Sparky）は、ダイハツ工業が製造し、トヨタ自動車が販売していたミニバンタイプの乗用車である。

## 概要
ダイハツ・アトレー7のOEM車であるが、オリジナルとはバンパー、フロントグリル、リアガーニッシュ、シート及びトリム素材などの内外装に差異がある他、価格と装備設定が大きく異なっていた。メカニズムなどの基本設計はアトレー7と共通である。トヨタ最小ミニバンでもあった。

## 初代 S221E/231E型（2000年 - 2003年）
エンジンはK3-VE型1,300cc直列4気筒DOHC 90PSである。
トランスミッションは5速MTと4速ATの2タイプで、MTはフロアシフト、ATはコラムシフトとなる。駆動方式は、FRとフルタイム4WDの2タイプ。
- 2000年9月 - 発表・発売。
- 2001年7月 - 一部改良。
- 2002年6月 - マイナーチェンジ。エンジンの出力が92PSに向上、ロールーフ仕様を追加。ドアミラーを大型化。
- 2003年3月[1] ｰ 生産終了。以降は在庫対応分のみの販売となる。
- 2003年8月[2] - 販売終了。実質上後継車は、8か月後のネッツ店・ビスタ店統合後に取り扱いを開始したシエンタ。

## 販売と評価
2000年から2003年当時におけるトヨタブランドのダイハツOEM車は、その強力な販売力により、本家をしのぐ売れ行きを示すことが通例となっていたが、例外的にスパーキーの総販売台数はアトレー7を下回った。このような事情もあり、同じく3列シートを持つコンパクトミニバン、シエンタの登場と、ビスタ店のネッツ店統合もあり、本家よりも早い丸3年で販売を終了している。
その一因には価格設定があったと考えられる。通常OEM車はグレード名を変えることはあっても、ベース車とほぼ同じ内容のモデルをほぼ同じ価格帯で販売されるものである。しかし、スパーキーはベース車であるアトレー7とは装備設定などを変え、価格が10万円前後上がっていた。特にアトレー7にはインパネ中央に取り付け部はあるものの目隠しを施し装備されなかった蛍光管式デジタルクロックが他のトヨタ車と同様にスパーキーに装備されたりなどという違いがあった。これにはダイハツとの直接的な競合を避けるという意図があったとみられるが、結果的にユーザーはスパーキーよりも割安感のあるアトレー7に流れた。
販売店はトヨタビスタ店（沖縄県はネッツトヨタ沖縄）であった。

## 車名の由来
スパーキーの名の由来は英語で「エネルギッシュな・いきいきとした」という意味である。